# Geōrgios Tsitas
Geōrgios Tsitas (in greco Γεώργιος Τσίτας?; Smirne, 1872 – ...) è stato un lottatore greco.
Tsitas partecipò alle gare di lotta delle prime Olimpiadi moderne che si svolsero ad Atene.
Vinse la medaglia d'argento nella lotta greco-romana. Nelle semifinali, Tsitas batté, dopo aver passato il primo turno senza gareggiare, secondo estrazione, il connazionale Stefanos Christopoulos. In finale, il 10 aprile 1896, Tsitas si scontrò con il tedesco Carl Schuhmann; dopo 40 minuti di combattimento, non era stata ancora presa alcuna decisione in merito a chi avesse vinto la gara e inoltre stava calando la notte; per questo il match venne rimandato alle 09:00 del giorno successivo, sebbene Schuhmann avesse protestato, affermando che gli sarebbero serviti solo altri pochi minuti per sconfiggere Tsitas. In 15 minuti Schuhmann, il sabato mattina, batté Tsitas.